# جيمس ر. بينيت
جيمس ر. بينيت (بالإنجليزية: James R. Bennett)‏ هو صحفي وسياسي أمريكي، ولد في 3 يناير 1940 في ريد واك في الولايات المتحدة، وتوفي في 17 أغسطس 2016 بسبب سرطان. حزبياً، نشط في الحزب الجمهوري. وقد انتخب عضو مجلس نواب ألاباما.